# Ethope himachala
Ethope himachala är en fjärilsart som beskrevs av Moore 1857. Ethope himachala ingår i släktet Ethope och familjen praktfjärilar. Inga underarter finns listade i Catalogue of Life.

## Bildgalleri

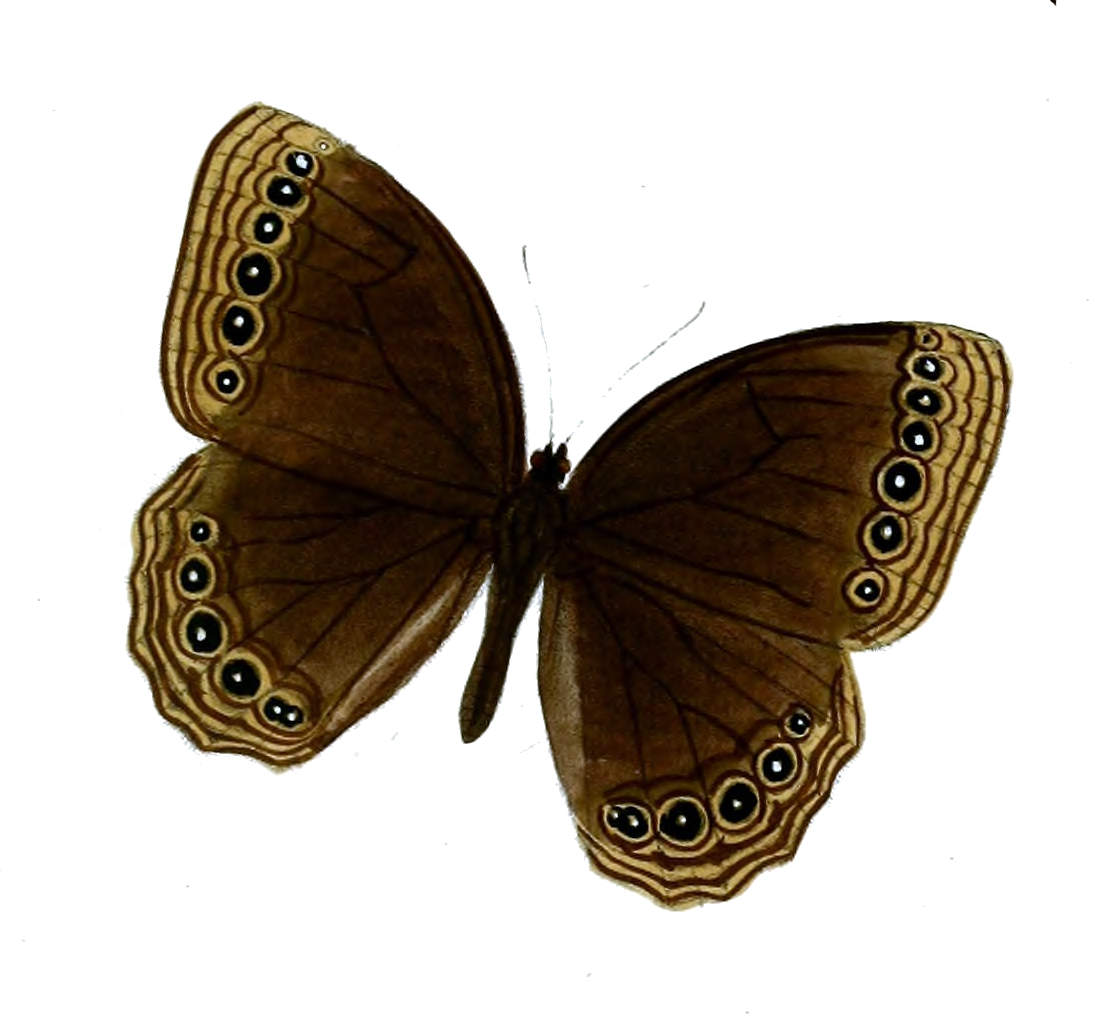